# Сантијела (Виченца)
Сантијела је насеље у Италији у округу Виченца, региону Венето.
Према процени из 2011. у насељу је живело 76 становника. Насеље се налази на надморској висини од 368 м.